# Agrobom, Saldonha e Vale Pereiro
Agrobom, Saldonha e Vale Pereiro (oficialmente: União das Freguesias de Agrobom, Saldonha e Vale Pereiro) é uma freguesia portuguesa do município de Alfândega da Fé, com 32,6 km² de área e 211 habitantes (censo de 2021). A sua densidade populacional é 6,5 hab./km².
Para além de Agrobom, Saldonha e Vale Pereiro, a União de Freguesias é composta por mais uma aldeia da antiga freguesia de Agrobom (Felgueiras).

## História
Foi constituída em 2013, no âmbito de uma reforma administrativa nacional, pela agregação das antigas freguesias de Agrobom, Saldonha e Vale Pereiro com sede em Agrobom.

## Demografia
A população registada nos censos foi:
| Distribuição da População por Grupos Etários | Distribuição da População por Grupos Etários | Distribuição da População por Grupos Etários | Distribuição da População por Grupos Etários | Distribuição da População por Grupos Etários | Distribuição da População por Grupos Etários |
| -------------------------------------------- | -------------------------------------------- | -------------------------------------------- | -------------------------------------------- | -------------------------------------------- | -------------------------------------------- |
| Antes da agregação                           |                                              |                                              |                                              |                                              |                                              |
| Ano                                          | 0-14 anos                                    | 15-24 anos                                   | 25-64 anos                                   | >= 65 anos                                   | Total                                        |
| 2001                                         | 37                                           | 33                                           | 157                                          | 121                                          | 348                                          |
| 2011                                         | 15                                           | 21                                           | 120                                          | 109                                          | 265                                          |
| Após a agregação                             |                                              |                                              |                                              |                                              |                                              |
| Ano                                          | 0-14 anos                                    | 15-24 anos                                   | 25-64 anos                                   | >= 65 anos                                   | Total                                        |
| 2021                                         | 12                                           | 8                                            | 85                                           | 106                                          | 211                                          |

## Localidades
A União de Freguesias é composta por 4 aldeias:
- Agrobom
- Felgueiras
- Saldonha
- Vale Pereiro